# 다소코촌
다소코촌(田底村)은 일본 구마모토현 가모토군에 설치되었던 촌이다. 현재의 구마모토시 기타구의 일부에 해당한다.